# Королівський палац
«Королівський палац» («Palais royal!») — французька кінокомедія 2005 року, знятий режисером Валері Лемерсьє, з Валері Лемерсьє, Ламбером Вільсоном і Катрін Денев у головних ролях.

## Сюжет
В авіакатастрофі гине король невеликої країни. На престол повинен зійти його син Арно, одружений з некрасивою, але розумною та енергійною Армелью, що зраджує їй. Армель, яка дізналася про його інтрижки, хоче довести чоловікові і свекрусі, що зневажає її, на що вона здатна в праведному гніві і хто тут справжня господиня.

## У ролях
- Валері Лемерсьє: принцеса Армель
- Ламбер Вільсон: принц Арно
- Катрін Денев: королева Євгенія
- Мішель Омон: Рене-Гі
- Матильда Сеньєр: Лоранс
- Дені Подалідес: Тіті
- Мішель Вуйєрмоз: принц Альбан
- Жизель Казадезюс: королева-мати Альма
- Жільбер Мелкі: Бруно, тренер
- Мауран: грає саму себе
- Веронік Барро: Фредерік Діанаусоа, лондонський журналіст
- Етьєн Шико: фотограф «Olah!»
- П'єр Верньє: посол у Великобританії
- Франк де Лаперсон: міністр охорони здоров'я
- Мішель Фортен: перший папараці Ikea
- Фанні Флорідо: Елоді
- Жаклін Вандевельде: Бріка
- Манон Шевальє: принцеса Луїза
- Поліна Серіс: принцеса Констанція
- Філіп Бегліа: продавець чоловічих сорочок
- Дідьє Бенбюро: соборний священик
- Венсан Грасс: пан Ламаш, телеглядач
- Катрін Клейс: пані Ламаш, телеглядачка
- Жиль Давід: журналіст, який закінчує школу
- Юбер Сен-Макарі: директор будинку для людей похилого віку
- Александра Шарль: Франсуаза, косметолог
- Бріджит Бук: асистентка логопеда
- Нану Гарсія: мати Беранже
- Александра Мартінес: Беранжер, онука логопеда
- Чік Ортега: другий папараці ІКЕА
- Жопеу: студійний аранжувальник
- Фредерік Папалія: маленький хлопчик на дні відкритих дверей
- Мішель де Варзе: директор «BJB»
- Джим-Адхі Лімас: працівник готелю на Шрі-Ланці
- Памела Раддок: продавчиня на Шетландських островах
- Ніколь Дюре: економка палацу
- Ноель Годен: антрепренер
- Ів Клессенс: асистент антрепренера
- Поль Осборн: офіцер у військовому аеропорту
- Марі Мержі: зірка «Євростар»
- Катрін Хосмален: жінка на дні відкритих дверей
- Патрік Массьє: джентльмен на дні відкритих дверей
- Ерік де Штаерке: пивовар
- Ален Берже: лікар лікарні
- Джонатан Ламберт: медсестра, що здає кров
- Тапа Судана: перекладач зі Шрі-Ланки
- Келіан Байаржо: син Бруно
- Хіроші Ічікава: імператор Японії
- Кетрін Еккерле: імператриця Японії
- Колін Міллер: двійник Паваротті
- Мішель Еліас: телевізійний читець
- Жозеф Лемерсьє: граф Ван де Кук, батько принцеси Армель
- Поль Пінто: друг Поло

## Знімальна група
- Режисер — Валері Лемерсьє
- Сценаристи — Бріжитт Бюк, Валері Лемерсьє
- Оператор — Джеймс Велленд
- Композитор — Бертран Бюргала
- Художник — Жак Бюфнуар
- Продюсери — Жан Кулон, Ксав'єр Маршан, Едуар Вейл, Мішель де Вутер